# Hôpital du sud
L'hôpital du sud (en suédois : Södersjukhuset, sigle Sös) est un hôpital dans le quartier de Södermalm à Stockholm en Suède,,.

## Présentation
Södersjukhuset  est un hôpital d'urgence situé dans le quartier de Södermalm, dans le centre de Stockholm. Le bâtiment a été construit et équipé pendant la Seconde Guerre mondiale. 
Les architectes Hjalmar Cederström et Hermann Imhäuser étaient responsables de l'exécution, avec Toll Byggnads AB comme entrepreneur. 
Lorsqu'il fut achevé en 1944, il s'agissait du plus grand hôpital des pays nordiques.
L'hôpital appartient au groupe des hôpitaux d'urgence de la région de Stockholm. Sös est le plus grand des deux hôpitaux d'urgence qui existent actuellement dans les limites de la municipalité de Stockholm. Le deuxième est l'hôpital Saint-George à Kungsholmen.

## Architecture
Le bâtiment Södersjukhuset a été construit entre 1937 et 1944 par l'entreprise de construction Toll Byggnads AB sur la base des dessins de Hjalmar Cederström et Hermann Imhäuser. 
Hjalmar Cederström a dirigé les travaux. 
Hermann Imhäuser, en collaboration avec un groupe d'architectes allemands, était responsable des plans. Hermann Imhäuser était venu à Stockholm en 1932 pour participer à un concours d'architecture, mais il est resté en Suède jusqu'à la fin de sa vie. 
Hermann Imhäuser était employé par le cabinet d'architecture de Cederström et il a pris la responsabilité du bâtiment lorsque Hjalmar Cederström a pris sa retraite en 1947.
Dans la zone hospitalière, une rue porte son nom.
A son ouverture, il y avait de la place pour 1 200 lits et la capacité était de 1 000 patients ambulatoires par jour. 
L'hôpital Karolinska pourrait à cette époque recevoir 800 patients.
Au lendemain de la seconde guerre mondiale, il fut également prévu de créer un hôpital de guerre sous la direction de Sös. Une cavité rocheuse de 4 700 m² a été creusée à l'explosif, mais l'intérêt est retombé après la paix de 1945. 
Il ne restait que la roche brute, qui était alors utilisée comme entrepôt et comme voie ferrée.
Le bâtiment hospitalier mesure 335 mètres de long et l'hôpital dispose d'une cuisine principale et de neuf cuisines annexes.
Trois chaudières à vapeur alimentées au bois, consommant 200 m³ de bois par jour, produisaient dix tonnes de vapeur par heure qui alimentaient les 4 500 éléments chauffants de l'hôpital.
La vapeur alimentait également une paire de turbines à vapeur qui fournissaient de l'électricité à l'hôpital et à sa propre station de pompage. 
L'hôpital est situé si haut que le système d'eau potable de la ville dans les années 1940 ne pouvait alimenter que le premier étage.
L'inauguration a eu lieu le 3 avril 1944 ; À l'époque, c'était le plus grand hôpital de la région nordique et en 1953, il était encore le plus grand bâtiment de Suède. 
L'inauguration s'est déroulée en présence du roi Gustave V, de la princesse Louise Mountbatten, du prince Eugène de Suède et d'Ivar Öman. 
Le commissaire en chef Torsten Nothin a expliqué les fonctions du bâtiment à l'aide d'une maquette.

## Galerie

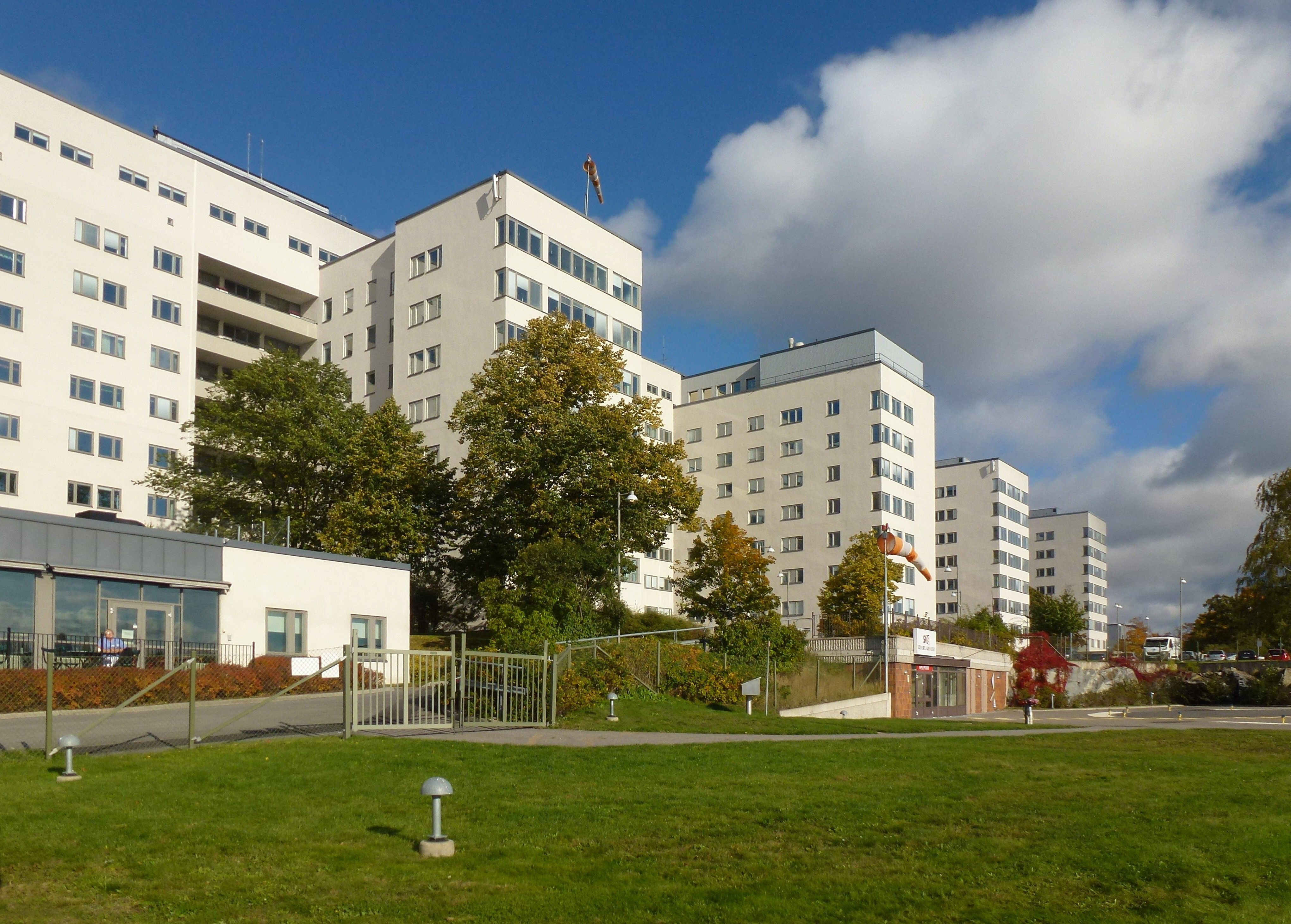
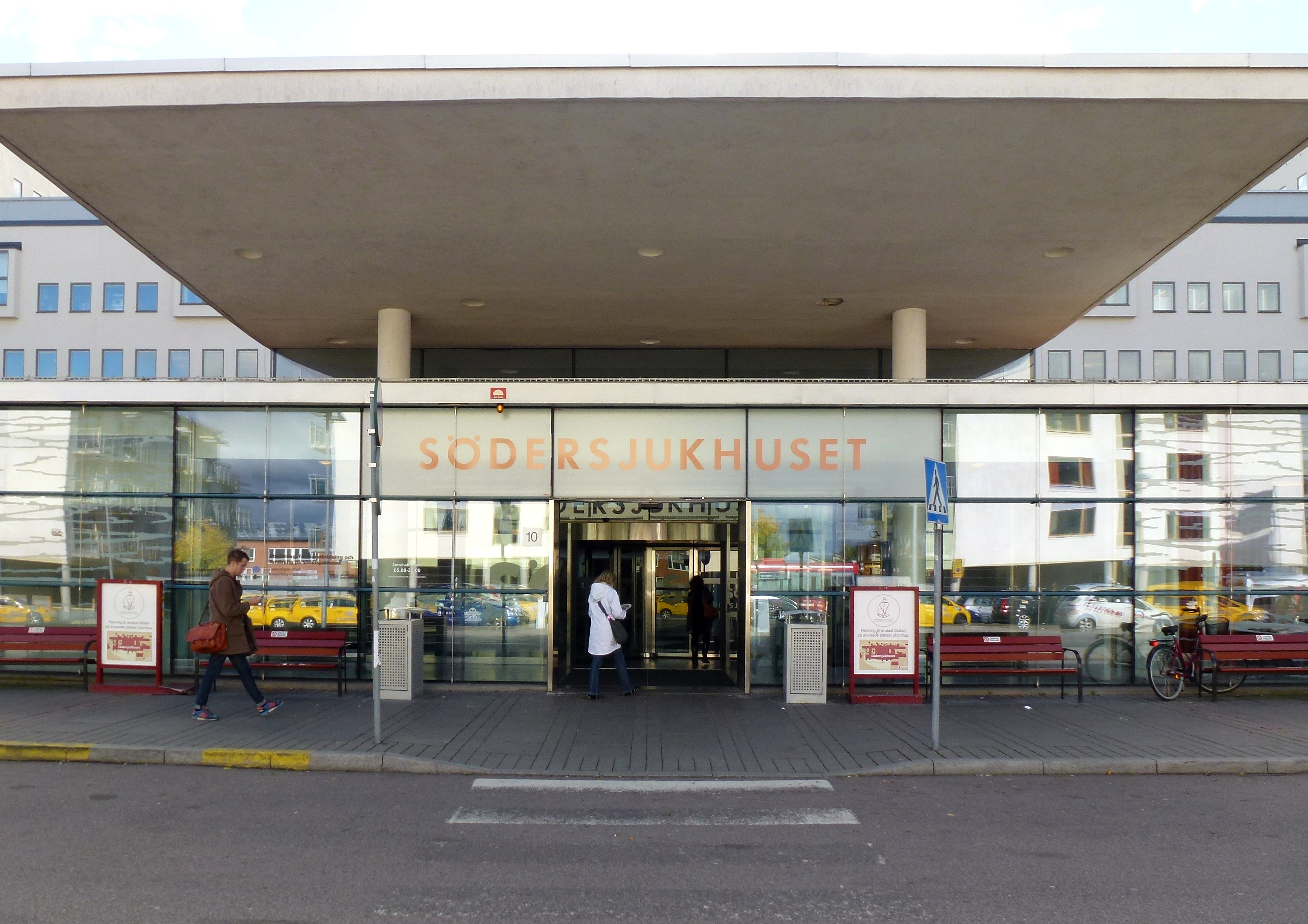
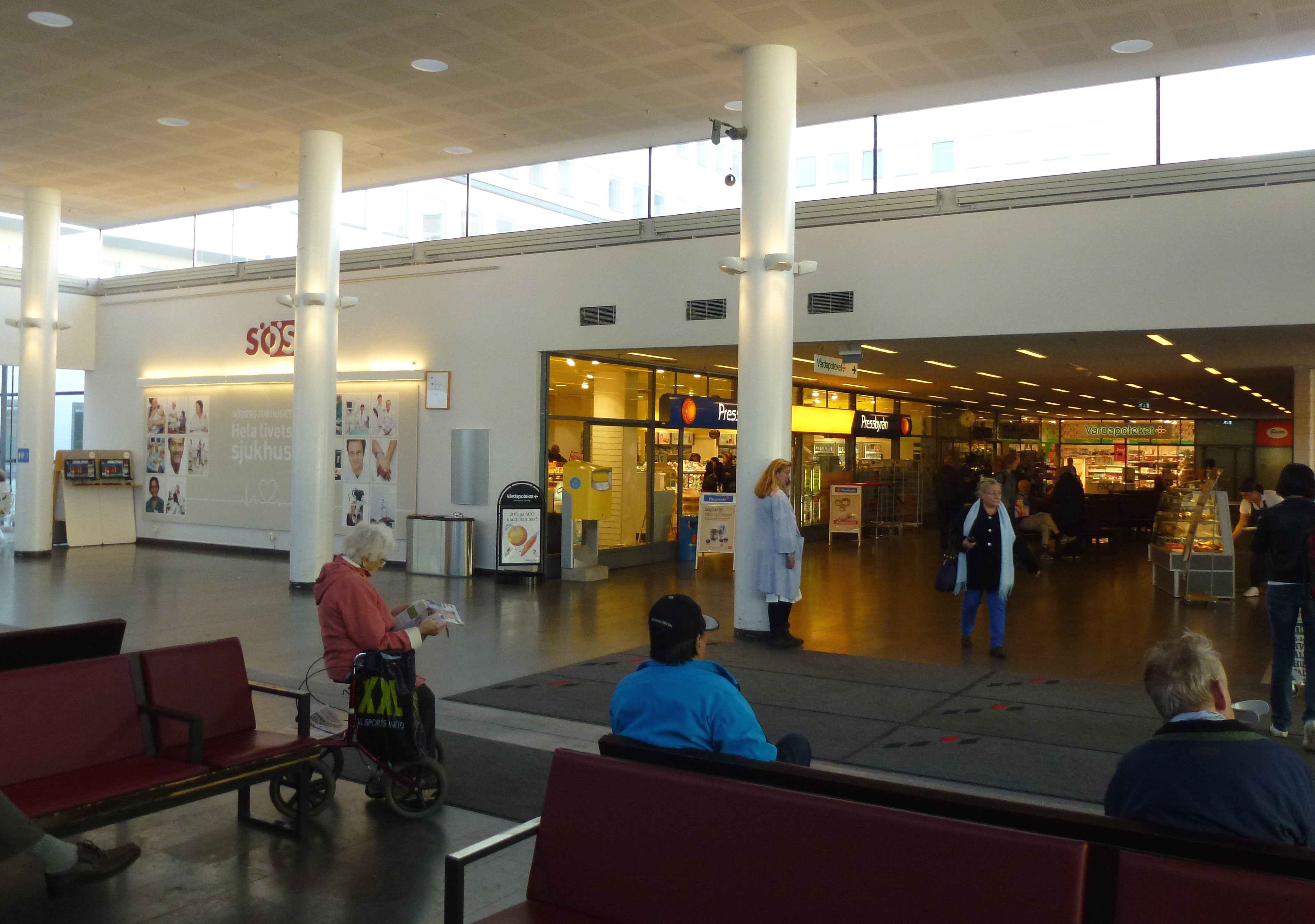
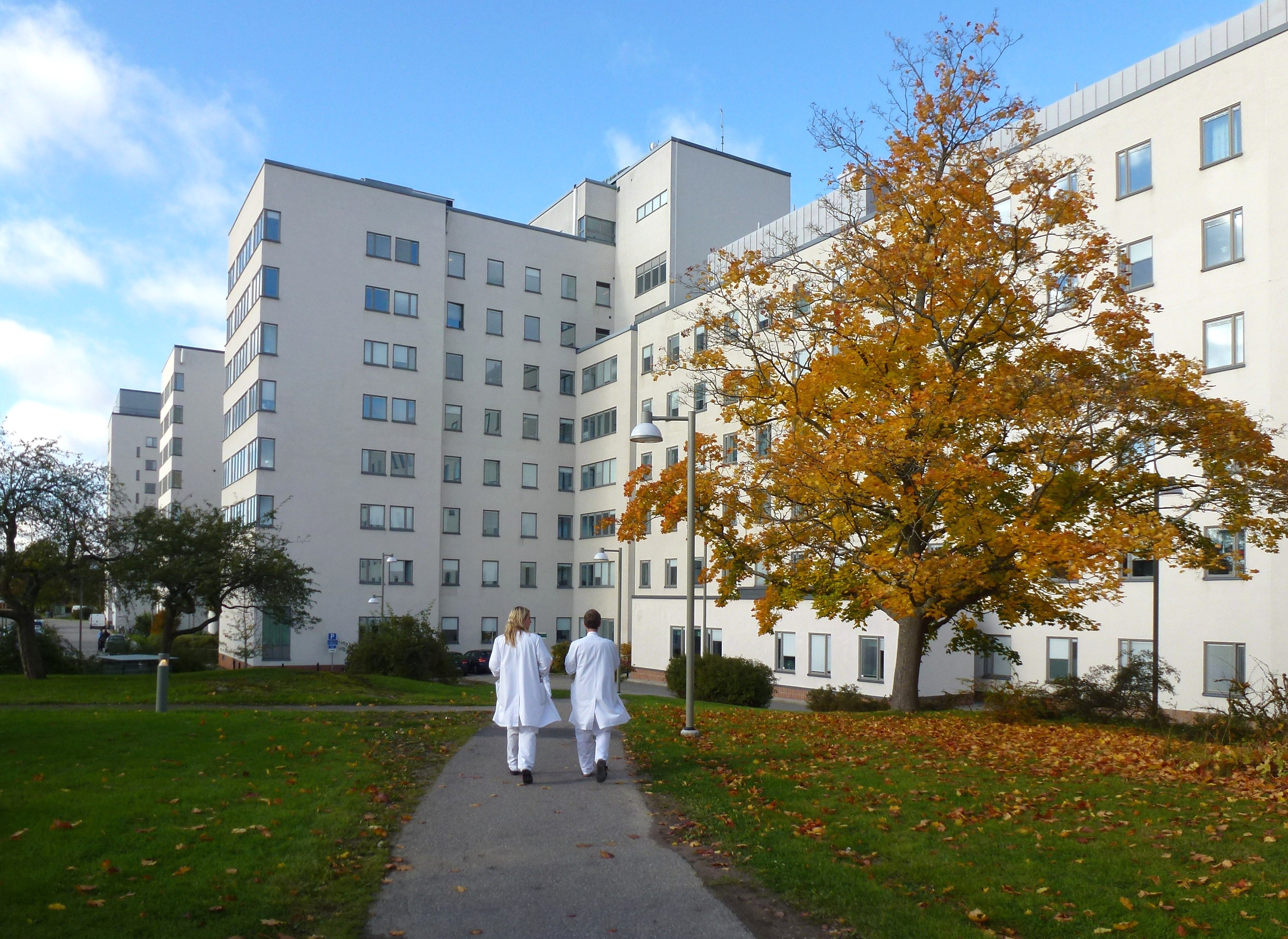